# Абанское угольное месторождение
Абанское угольное месторождение — угольное месторождение в Красноярском крае. Является самым крупным месторождением Канско-Ачинского угольного бассейна и самым восточным в России, где возможна открытая добыча угля в больших масштабах.
Площадь месторождения — 2 тыс. км².
Открыто в 1939 г., геологоразведочные работы проходили в период с 1976 по 1979 годы, эксплуатируется с 1983 г. Разведанные запасы, состоящие на гос. балансе, 16,8 млрд тонн.

Абанское месторождение (№ 30) на карте Канско-Ачинского бассейна

Угленосная толща разрабатывается на глубине 26 м, мощность пласта доходит до 10,6 м. Всего к 2009 году на разрезе добыто порядка 4 млрд тонн угля.
Уголь марки 2БВР (второй, бурый, витринитовый, рядовой) используется для пылевидного и слоевого сжигания как на крупных ТЭЦ, ГРЭС, районных ТЭЦ, так и для коммунально-бытовых нужд. Также возможно использование данного угля для получения синтетического жидкого или газообразного топлива, углеродных адсорбентов для очистки промышленных сточных вод, а также гуматов, применяемых в качестве удобрения.
Добыча угля осуществляется тремя экскаваторами Э-2503, затем уголь перегружается на автотранспорт.